# Coryphaenoides camurus
Coryphaenoides camurus är en fiskart som först beskrevs av Smith och Lewis Radcliffe 1912.  Coryphaenoides camurus ingår i släktet Coryphaenoides och familjen skolästfiskar. IUCN kategoriserar arten globalt som otillräckligt studerad. Inga underarter finns listade i Catalogue of Life.